# Béduer
Béduer település Franciaországban, Lot megyében. Lakosainak száma 732 fő (2022. január 1.). Béduer Boussac, Brengues, Camboulit, Carayac, Corn, Espagnac-Sainte-Eulalie, Faycelles, Figeac, Gréalou és Saint-Pierre-Toirac községekkel határos.

## Népesség
A település népességének változása:
| Lakosok száma | 426  | 516  | 596  | 708  | 748  | 737  | 720  | 705  | 697  | 732  |
|               | 1968 | 1982 | 1990 | 2006 | 2013 | 2015 | 2017 | 2019 | 2020 | 2022 |